# دیدارهای فوتبال ایران و امارات متحده عربی
تیم ملی ایران و تیم ملی امارات تاکنون ۲۱ بار در مقابل یکدیگر قرار گرفته‌اند. حاصل این ۲۱ بازی، ۱۷ پیروزی برای تیم ایران، ۱ پیروزی برای تیم امارات و ۳ تساوی بوده‌است. 
در این بازیها مجموعا ۳۶ گل زده شده‌است که سهم تیم ایران ۳۱ گل  و سهم تیم امارات ۵ گل است.

## نخستین بازی
دو تیم ایران و امارات در تاریخ ۱۴ شهریور ۱۳۵۹ در یک بازی دوستانه برای اولین بار به مصاف هم رفتند که تیم ایران موفق شد این بازی را دو بر صفر ببرد.
این دو تیم دو روز بعد یعنی شانزدهم شهریور نیز مجدد با هم بازی کردند که باز هم  تیم ایران برنده بازی بود و اینبار با سه گل از میزبان خود پذیرایی کرد

## بهترین برد
بهترین برد تیم ایران در برابر تیم امارات کسب نتیجه ۳ بر صفر میباشد که در طول بازیهای این دو تیم چهار بار تکرار شده است
بهترین برد و در واقع تنها برد تیم امارات در برابر تیم ایران کسب نتیجه ۳ بر ۱ میباشد

## فاصله بین بردها
بیشترین فاصله‌ای که بین دو برد تیم ایران افتاده است ۲ بازی میباشد.(۱ مساوی و یک برد برای امارات)

## بررسی کلی بازی‌ها
| بردهای ایران | ۱۷ بازی |              | گل‌های ایران | ۳۱ گل                            |         | بازی‌های برگزار شده در ایران | ۶ بازی |
| مساوی        | ۳ بازی  | گل‌های امارات | ۵ گل        | بازی‌های برگزار شده در کشور بی‌طرف | ۶ بازی  |                             |        |
| بردهای امارت | ۱ بازی  |              |             | بازی‌های برگزار شده در امارات     | ۹ بازی  |                             |        |
| مجموع بازی‌ها | ۲۱ بازی | مجموع گل‌ها   | ۳۶ گل       | مجموع بازی‌ها                     | ۲۱ بازی |                             |        |

## عنوان بازی‌ها
| #   | عنوان بازی        | تعداد بازی | برد ایران | برد امارات | مساوی |
| --- | ----------------- | ---------- | --------- | ---------- | ----- |
| ۱   | مقدماتی جام جهانی | ۱۰         | ۸         | -          | ۲     |
| ۲   | جام ملت‌های آسیا   | ۶          | ۵         | -          | ۱     |
| ۳   | دوستانه           | ۵          | ۴         | ۱          | -     |
| جمع | جمع               | ۲۱         | ۱۷        | ۱          | ۳     |

| عملکرد دو تیم در بازی‌های رسمی | عملکرد دو تیم در بازی‌های رسمی | عملکرد دو تیم در بازی‌های رسمی | عملکرد دو تیم در بازی‌های رسمی |
| ----------------------------- | ----------------------------- | ----------------------------- | ----------------------------- |
| بازی                          | برد ایران                     | برد امارات                    | مساوی                         |
| ۱۶ بازی                       | ۱۳ بازی                       | ۰ بازی                        | ۳ بازی                        |

## میزبان و میهمان
| بازی‌هایی که در ایران برگزار شده است       | بازی‌هایی که در ایران برگزار شده است | بازی‌هایی که در ایران برگزار شده است | بازی‌هایی که در ایران برگزار شده است |
| تیم                                       | برد                                 | مساوی                               | باخت                                |
| ----------------------------------------- | ----------------------------------- | ----------------------------------- | ----------------------------------- |
| ایران                                     | ۵                                   | ۱                                   | ۰                                   |
| امارات متحدهٔ عربی                         | ۰                                   | ۱                                   | ۵                                   |
| بازی‌هایی که در امارات برگزار شده است      |                                     |                                     |                                     |
| تیم                                       | برد                                 | مساوی                               | باخت                                |
| ایران                                     | ۷                                   | ۱                                   | ۱                                   |
| امارات متحدهٔ عربی                         | ۱                                   | ۱                                   | ۷                                   |
| بازی‌هایی که در کشوری بی‌طرف برگزار شده است |                                     |                                     |                                     |
| تیم                                       | برد                                 | مساوی                               | باخت                                |
| ایران                                     | ۵                                   | ۱                                   | ۰                                   |
| امارات متحدهٔ عربی                         | ۰                                   | ۱                                   | ۵                                   |

## فهرست کلی بازی‌ها
| #  | تاریخ      | نتیجه بازی         | شهر / ورزشگاه                  | عنوان بازی‌ها           | گلزنان                                                    |
| -- | ---------- | ------------------ | ------------------------------ | ---------------------- | --------------------------------------------------------- |
| ۲۱ | ۱۴۰۳/۱۲/۳۰ | ایران ۲ - ۰ امارات | تهران، ورزشگاه آزادی           | مقدماتی جام جهانی ۲۰۲۶ | آزمون (۲۷+۴۵) – محبی (۷۰)                                 |
| ۲۰ | ۱۴۰۳/۰۶/۲۰ | امارات ۰ - ۱ ایران | العین، ورزشگاه هزاع بن زاید    | مقدماتی جام جهانی ۲۰۲۶ | قایدی (۳+۴۵)                                              |
| ۱۹ | ۱۴۰۲/۱۱/۰۳ | ایران ۲ - ۱ امارات | الریان،ورزشگاه شهر آموزش       | جام ملت‌های آسیا ۲۰۲۳   | طارمی (۶۵-۲۶) الغسانی (۲+۹۰)                              |
| ۱۸ | ۱۴۰۰/۱۱/۱۲ | ایران ۱ - ۰ امارات | تهران، ورزشگاه آزادی           | مقدماتی جام جهانی ۲۰۲۲ | طارمی (۴۴)                                                |
| ۱۷ | ۱۴۰۰/۰۷/۱۵ | امارات ۰ - ۱ ایران | دبی، ورزشگاه زعبیل             | مقدماتی جام جهانی ۲۰۲۲ | طارمی (۷۰)                                                |
| ۱۶ | ۱۳۹۳/۱۰/۲۹ | ایران ۱ - ۰ امارات | بریزبن، ورزشگاه سانکورپ        | جام ملت‌های آسیا ۲۰۱۵   | قوچان‌نژاد (۹۰)                                            |
| ۱۵ | ۱۳۸۹/۱۰/۲۹ | ایران ۳ - ۰ امارات | دوحه، ورزشگاه سحیم بن حمد      | جام ملت‌های آسیا ۲۰۱۱   | افشین (۷۰) – نوری (۸۳) – عباس (۹۰-گل به خودی)             |
| ۱۴ | ۱۳۸۸/۰۳/۲۰ | ایران ۱ - ۰ امارات | تهران، ورزشگاه آزادی           | مقدماتی جام جهانی ۲۰۱۰ | کریمی (۵۶)                                                |
| ۱۳ | ۱۳۸۷/۰۸/۲۹ | امارات ۱ - ۱ ایران | دبی، ورزشگاه آل مکتوم          | مقدماتی جام جهانی ۲۰۱۰ | باقری (۸۱) جمعه (۲۰)                                      |
| ۱۲ | ۱۳۸۷/۰۳/۱۸ | امارات ۰ - ۱ ایران | العین، ورزشگاه طحنون بن محمد   | مقدماتی جام جهانی ۲۰۱۰ | زندی (۸)                                                  |
| ۱۱ | ۱۳۸۷/۰۳/۱۳ | ایران ۰ - ۰ امارات | تهران، ورزشگاه آزادی           | مقدماتی جام جهانی ۲۰۱۰ | [ ۹ ]                                                     |
| ۱۰ | ۱۳۸۵/۱۰/۲۲ | امارات ۰ - ۲ ایران | ابوظبی، ورزشگاه آل نهیان       | بازی دوستانه           | خطیبی (۲۶-پ) – صادقی (۹۰)                                 |
| ۹  | ۱۳۸۵/۰۵/۱۷ | ایران ۱ - ۰ امارات | تهران، ورزشگاه آزادی           | بازی دوستانه           | عنایتی (۵)                                                |
| ۸  | ۱۳۸۰/۰۸/۰۹ | امارات ۰ - ۳ ایران | ابوظبی، ورزشگاه آل نهیان       | مقدماتی جام جهانی ۲۰۰۲ | دایی (۸) – باقری (۷۵) – میناوند (۷۹)                      |
| ۷  | ۱۳۸۰/۰۸/۰۳ | ایران ۱ - ۰ امارات | تهران، ورزشگاه آزادی           | مقدماتی جام جهانی ۲۰۰۲ | باقری (۴۳)                                                |
| ۶  | ۱۳۷۶/۰۶/۱۱ | امارات ۳ - ۱ ایران | ابوظبی، ورزشگاه شهر ورزشی زاید | دوستانه                | استیلی (۷۰-پ) زهیر بخیت (۳۹) – ج.الدوخی (۴۸) – ب.سعد (۷۷) |
| ۵  | ۱۳۷۱/۰۸/۱۰ | ایران ۰ - ۰ امارات | هیروشیما، ورزشگاه بیگ آرچ      | جام ملت‌های آسیا ۱۹۹۲   | [ ۱۵ ]                                                    |
| ۴  | ۱۳۶۷/۰۹/۱۷ | ایران ۱ - ۰ امارات | دوحه، ورزشگاه سحیم بن حمد      | جام ملت‌های آسیا ۱۹۸۸   | پیوس (۲۷)                                                 |
| ۳  | ۱۳۶۳/۰۹/۱۰ | ایران ۳ - ۰ امارات | کالنگ، ورزشگاه ملی سنگاپور     | جام ملت‌های آسیا ۱۹۸۴   | علیدوستی (۲۷) – شاهرخ بیانی (۸۴-پ) – محمدخانی (۸۶)        |
| ۲  | ۱۳۵۹/۰۶/۱۶ | امارات ۰ - ۳ ایران | ابوظبی، ورزشگاه آل نهیان       | دوستانه                | فرکی (۱۰) – عبداللهی (۲۸) – برزگری (۵۹)                   |
| ۱  | ۱۳۵۹/۰۶/۱۴ | امارات ۰ - ۲ ایران | العین، ورزشگاه العین           | دوستانه                | دانایی‌فرد (۱۳) – فرکی (۵۸)                                |

## گلزنان
کلا ۲۴ بازیکن ایرانی موفق به زدن گل به تیم امارات شده‌اند که مهدی طارمی با زدن ۴ گل بهترین گلزن ایران در تاریخ جدالهای تیم ملی ایران و تیم ملی امارات میباشد
برای تیم ملی امارات نیز ۵ بازیکن مختلف پنج گل این تیم را زده‌اند

### گلزنان تیم ملی ایران
- ۴ گل:مهدی طارمی

- ۳ گل: کریم باقری
- ۲ گل: حسین فرکی
- ۱ گل: مهدی قایدی – رضا قوچان‌نژاد – محمد نوری – آرش افشین – علی کریمی – فریدون زندی
ابراهیم صادقی – رسول خطیبی – غلام‌رضا عنایتی – مهرداد میناوند – علی دایی
حمید استیلی – فرشاد پیوس – ناصر محمدخانی – شاهرخ بیانی – حمید علیدوستی
عبدالرضا برزگری  – نصراله عبداللهی  – ایرج دانایی‌فرد – سردار آزمون – محمد محبی

یک گل ایران نیز به اشتباه توسط ولید عباس بازیکن امارات به ثمر رسیده است

### گلزنان تیم ملی امارات
- ۱ گل: عبدالرحیم جمعه – بخیت سعد  – جاسم الدوخی – زهیر بخیت – یحیی الغسانی